# Mariosousa
Mariosousa es un género de plantas pertenecientes a la familia de las fabáceas. Comprende 13 especies descritas y aceptadas.

## Descripción
Árboles, 4-15 m de alto, ramas y tallos glabros, aparentemente inermes; plantas hermafroditas. Hojas bipinnadas, 15-20 cm de largo, pinnas 8-13 (-16) pares, (4.5-) 6.5-8 cm de largo; folíolos (27-) 40-58 pares por pinna, linear-oblongos, 3.5-4.8 mm de largo y 0.8-1 mm de ancho, ápice agudo, base truncada, inserción marginal, glabros, ciliados, nervadura actinódroma más evidente en los folíolos mayores, nervio principal marginal; raquis 8.5-9 (-11) cm de largo, pecíolos 2-5.5 cm de largo, estrigulosos a glabros con la edad, con una glándula en la mitad, estípulas 1.8 mm de largo, rígidas, persistentes como espinas finas. Inflorescenceias fascículos de 2-4 espigas, 7 cm de largo, pedúnculos 0.5 cm de largo, estrigulosos, sin brácteas involucrales, brácteas florales lineares, ca. 1 mm de largo, flores sésiles, blanquecinas; cáliz campanulado, 1 mm de largo, ligeramente 5-lobado, glabro; corola campanulada, 2-2.3 mm de largo, 5-lobada en ¼ de su longitud, glabra; estambres completamente libres, numerosos (50+), con una glándula apical estipitada (previa a la antesis); ovario 1 mm de largo, glabro, estípite 0.5 mm de largo; nectario intrastaminal, ca 0.3 mm de largo. Fruto plano, 9-15 cm de largo, 2-2.5 cm de ancho y 3 mm de grueso, recto, ápice redondeado con un rostro corto de hasta 4 mm de largo, base aguda, dehiscente, valvas cartáceas, casi glabras, café-amarillentas o verdosas, estípite hasta 10 mm de largo; semillas elipsoides, 8-9 mm de largo, 5-6.5 mm de ancho y 1.8 mm de grueso, café obscuras.

## Taxonomía
El género fue descrito por David Stanley Seigler & John Edwin Ebinger y publicado en 2006 en Novon, vol. 16(3), pp. 413-420. La especie tipo es Mariosousa coulteri (Benth.) Seigler & Ebinger.

## Especies
A continuación se brinda un listado de las especies del género Mariosousa aceptadas hasta septiembre de 2012, ordenadas alfabéticamente. Para cada una se indica el nombre binomial seguido del autor, abreviado según las convenciones y usos.
- Mariosousa acatlensis (Benth.) Seigler & Ebinger
- Mariosousa centralis (Britton & Rose) Seigler & Ebinger
- Mariosousa compacta (Rose) Seigler & Ebinger
- Mariosousa coulteri (Benth.) Seigler & Ebinger
- Mariosousa dolichostachya (S.F.Blake) Seigler & Ebinger
- Mariosousa durangensis (Britton & Rose) Seigler & Ebinger
- Mariosousa mammifera (Schltdl.) Seigler & Ebinger
- Mariosousa millefolia (S.Watson) Seigler & Ebinger
- Mariosousa russelliana (Britton & Rose) Seigler & Ebinger
- Mariosousa salazarii (Britton & Rose) Seigler & Ebinger
- Mariosousa sericea (M. Martens & Galeotti) Seigler & Ebinger
- Mariosousa usumacintensis (Lundell) Seigler & Ebinger
- Mariosousa willardiana (Rose) Seigler & Ebinger[1]